# 마투라 미술

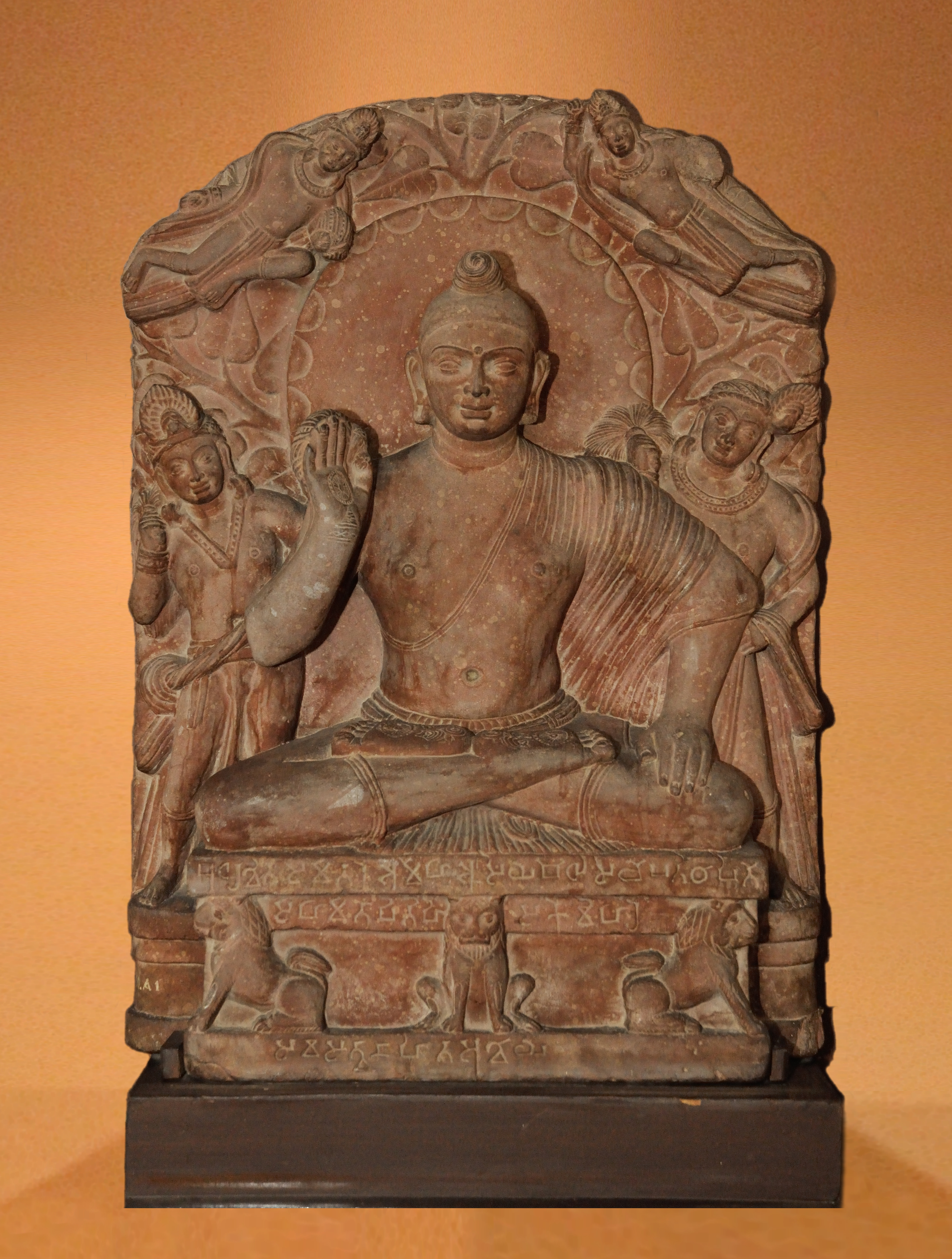
마투라 불상

마투라 미술(Art of Mathura)은 고대 인도에서 불교, 자이나교, 힌두교가 번성했던 시기인 기원전 2세기에 인도 중북부의 마투라를 중심으로 시작된 조각의 형태로 거의 전적으로 살아남은 인도 미술의 특정 학파를 가리킨다. 마투라는 "세 신앙 모두에 대한 헌신적인 아이콘을 생산한 최초의 예술 중심지", 그리고 적어도 굽타 시대까지 인도에서 종교적 예술 표현의 현저한 중심지였으며 아대륙 전역에 영향을 미쳤다.
연대순으로 마투라 양식의 조각은 마우리아 제국(기원전 322년 ~ 기원전 185년)의 미술인 마우리아 미술 이후 두드러진다. 규모, 소재 또는 양식 면에서 이전 마우리아 양식과의 "급격한 단절"을 나타낸다고 한다. 마투라는 기원전 2세기부터 인도의 가장 중요한 예술적 생산지가 되었고, 인지도가 높은 붉은 사암 조각상이 인도 전역에서 숭배되고 수출되었다. 특히 신성한 인물에게 여러 신체 부위, 특히 머리와 팔을 부여하는 인도 특유의 관습이 기원전 4세기경 미술에서 처음 일반화되기 시작한 것은 마투라에서였으며, 처음에는 베다 문헌에서 유래한 것으로 힌두교 인물에만 적용되었다.
마투라 미술은 종종 서기 1세기부터 발전한 간다라 미술과 대조된다. 특히, 불상의 기원과 각 예술 학파가 수행한 역할에 대한 논쟁이 있다. 아마도 서기 1세기경 불상이 만들어지기 전, 인도 불교 예술은 불상보다는 법륜이나 보리수 같은 상징을 선호했다.
마투라는 4~6세기 굽타 미술까지, 아니 그 이후에도 계속해서 조각의 중요한 중심지였다. 이 시기 이후에는 대부분의 조각품이 힌두교 인물을 대상으로 제작되었다.

## 같이 보기
- 굽타 미술
- 마우리아 미술
- 간다라 미술